# حرب الاستقلال الأيرلندية
حرب الاستقلال الأيرلندية أو الحرب الأنجلو-أيرلندية هي حرب عصابات اندلعت في أيرلندا بين عامي 1919 و1921، ونشبت بين الجيش الجمهوري الأيرلندي (أو IRA، أو جيش جمهورية أيرلندا) والقوات البريطانية المؤلفة من الجيش البريطاني والدرك الأيرلندي الملكي شبه العسكري (RIC) والجماعات شبه المسلحة مثل الفرقة البديلة وقوات شرطة أولستر الخاصة (USC). تصاعدت فترة الثورة الأيرلندية لتصل في نهاية المطاف إلى نزاع مسلح وحرب شاملة.
في شهر أبريل من عام 1916، أشعل الجمهوريون فتيل انتفاضة عيد الفصح ضد الحكم البريطاني، وأعلنوا قيام جمهورية أيرلندا. سُحقت تلك الانتفاضة بعد أسبوع من القتال، لكن أدت الانتفاضة والرد البريطاني عليها إلى تعاظم الدعم الشعبي الهادف إلى استقلال أيرلندا. في انتخابات شهر ديسمبر من عام 1918، حقق الحزب الجمهوري شين فين انتصارًا هائلًا في أيرلندا. في الحادي والعشرين من شهر يناير من عام 1919، شكل حزب شين فين حكومة انفصالية وأعلن استقلال أيرلندا. في ذاك اليوم، قُتل عنصران من قوات الشرطة الأيرلندية الملكية إثر حادث إطلاق نار، نفذها متطوعون من الجيش الجمهوري الأيرلندي -بمحض إرادتهم- بعدما نصبوا كمينًا للشرطيين في سولوهيدبيغ. تطور الصراع تدريجيًا. خلال معظم العام 1919، شملت نشاطات الجيش الجمهوري الأيرلندي الاستيلاء على الأسلحة وتحرير السجناء الجمهوريين، بينما سعى مجلس العموم الأيرلندي (الهيئة التشريعية الدنيا) نحو إنشاء دولة أيرلندا المستقلة. في شهر سبتمبر، حظرت الحكومة البريطانية مجلس العموم الأيرلندي وحزب شين فين، ما أدى إلى تصاعد النزاع. بدأ الجيش الجمهوري الأيرلندي نصب الكمائن لقوات الشرطة الأيرلندية الملكية ودوريات الجيش البريطاني، وهاجم ثكناتهم العسكرية وأجبروا العساكر في ثكناتهم المعزولة على الاستسلام وتركها. ساندت الحكومة البريطانية قوات الشرطة الأيرلندية الملكية بكمّ هائل من المتطوعين البريطانيين -القوات البديلة وقوات السود والسمر- والذين اشتهروا لاحقًا بضعف تنظيمهم وهجماتهم الانتقامية على المدنيين، والتي رخصت الحكومة بعضًا منها. لذاك السبب، يُدعى هذا الصراع أحيانًا بحرب السود والسمر. كان العصيان المدني إحدى الجوانب الأخرى للصراع، خاصة عندما رفض عمال السكك الحديدية الأيرلنديين نقل القوات البريطانية أو الإمدادات العسكرية لهم.
في منتصف عشرينيات القرن الماضي، هيمن الجمهوريون على معظم مجالس المقاطعات، وانهارت السلطة البريطانية في معظم المناطق الواقعة في الجنوب والغرب، ما أجبر الحكومة البريطانية على إعلان ما يُعرف بسلطات الطوارئ، والتي تمنح الحكومة صلاحيات معينة في حالات الطوارئ. قُتل 300 شخص في أواخر العام 1920، لكن الصراع تصاعد في شهر نوفمبر. في يوم الأحد الدامي في دبلن، الواقع في الحادي والعشرين من شهر نوفمبر عام 1920، اغتُيل 14 عميل استخباراتي بريطاني في الصباح، ولاحقًا في فترة بعد الظهيرة، أطلقت قوات الشرطة الأيرلندية الملكية النار على حشدٍ تجمع لمشاهدة مباراة كرة القدم الغيلية، فقُتل 14 مدنيًا وجُرح 65. بعد أسبوع، قُتل 17 عنصرًا من القوات البديلة على يد الجيش الجمهوري الأيرلندي في كمين كيلميكيل في مقاطعة كورك. أعلنت الحكومة البريطانية القانون العرفي في أغلب مناطق جنوب أيرلندا. أحرقت القوات البريطانية مركز مدينة كورك في شهر ديسمبر من عام 1920. استمر تصاعد أعمال العنف خلال الأشهر السبع اللاحقة، فقُتل 1000 شخصٍ وزُج بـ 4500 جمهوري في معسكرات الاعتقال. وقعت أغلب المعارك في مونستر (تحديدًا مقاطعة كورك) ودبلن وبلفاست، نالت تلك المدن والمناطق أكثر من 75 بالمئة من نسبة الوفيات.
كان للصراع في شمال شرق أولستر طابعٌ طائفي. دعمت الأقلية الكاثوليكية بمعظمها استقلال أيرلندا، لكن الأكثرية البروتستانتية ساندت الاتحاديين الموالين للملكية. شُكلت فرقة خاصة من الشرطة، وتكوّن معظم أفرادها من البروتستانت، ونشطت الجماعات المسلحة الموالية للملكية في الصراع أيضًا. شنّ الموالون هجمات على الكاثوليك انتقامًا من أفعال الجيش الأيرلندي الجمهوري، واندلع صراع طائفي في بلفاست قُتل فيه 500 شخص، أغلبهم من الكاثوليك.
في شهر مايو من عام 1921، قُسمت أيرلندا وفقًا للقانون البريطاني ومرسوم حكومة أيرلندا، ما أدى إلى خلق منطقة أيرلندا الشمالية. وافق الطرفان على وقف إطلاق النار (أو هدنة) في الحادي عشر من شهر يوليو عام 1921. قادت المحادثات التالية لوقف إطلاق النار إلى توقيع المعاهدة الأنجلو أيرلندية في السادس من شهر ديسمبر عام 1921. أدى ذلك إلى إنهاء الحكم البريطاني على معظم أراضي أيرلندا، وبعد مرور فترة انتقالية لمدة 10 أشهر أشرفت عليها الحكومة المؤقتة، تأسست دولة أيرلندا الحرة باعتبارها دومينيون (دولة مستقلة ذاتيًا) ذاتي الحكم في السادس من شهر ديسمبر عام 1922. ظلّت أيرلندا الشمالية ضمن المملكة المتحدة. عقب وقف إطلاق النار، استمر العنف في بلفاست، والمعارك في المناطق الحدودية بين أيرلندا وأيرلندا الشمالية، وشنّ الجيش الأيرلندي الجمهوري حملة هجومية على أيرلندا الشمالية في شهر مايو من عام 1922، لكنها باءت بالفشل. في شهر يونيو من عام 1922، أدى عدم توافق الجمهوريين حول المعاهدة الأيرلندية إلى اندلاع حرب أهلية أيرلندية استمرت 11 شهرًا. منحت دولة أيرلندا الحرة 62,868 ميدالية فخرية للخدمة خلال حرب الاستقلال، وحصل مقاتلو الجيش الأيرلندي الجمهوري التابعون لكتيبة الأعمدة الطائرة على 15,224 وسامًا من تلك التي منحتها الحكومة الأيرلندية.

## أصول الصراع

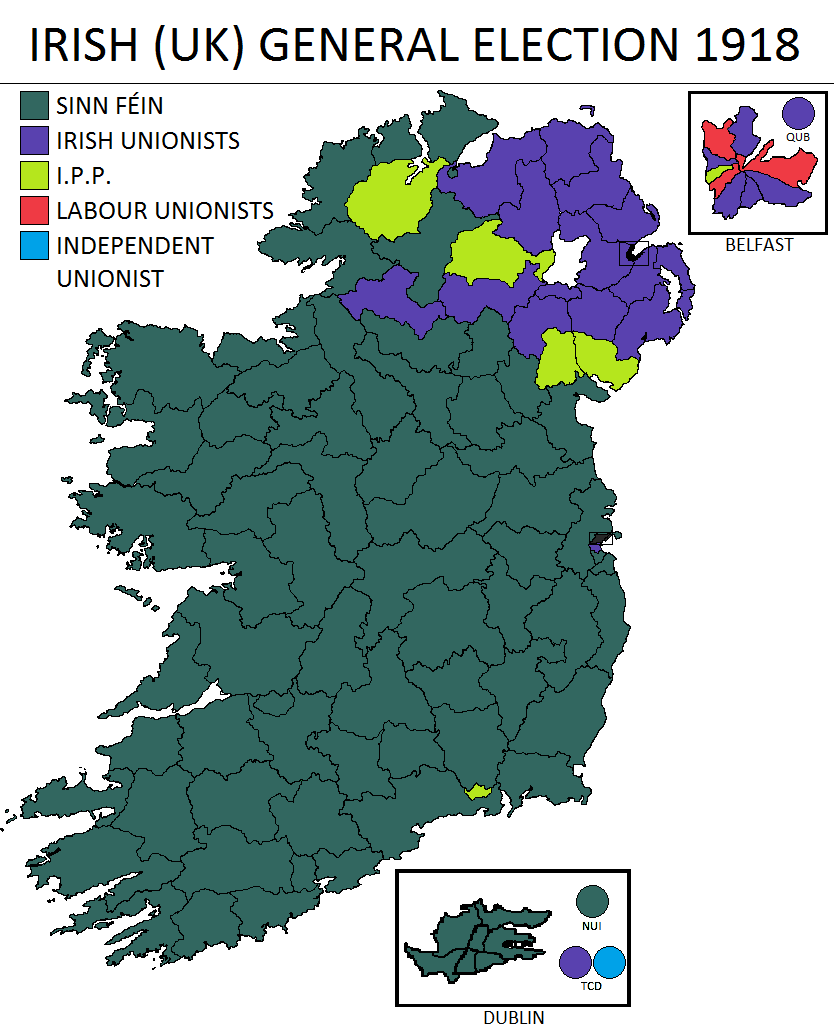
خريطة نتائج الانتخابات العامة الأيرلندية (المملكة المتحدة) لعام 1918.

### أزمة الحكم الذاتي
منذ ثمانينيات القرن التاسع عشر، طالب الوطنيون الأيرلنديون المنتمون للحزب البرلماني الأيرلندي بالحكم الذاتي، أو الحكومة المستقلة والذاتية. في المقابل، دعت بعض المنظمات الهامشية، مثل حزب شين فين الذي أسسه أرثر غريفيث، إلى منح أيرلندا شكلًا من أشكال الاستقلال، لكن تلك المنظمات كانت أقلية.
منحت الحكومة البريطانية الحكم الذاتي في نهاية المطاف عام 1912، ما أثار أزمة طويلة الأمد داخل المملكة المتحدة، فشكل الاتحاديون في أولستر منظمة مسلحة عُرفت باسم متطوعي أولستر (UVF) لمقاومة هذا الإجراء الانتقالي في السلطة في المناطق التي استطاعوا السيطرة عليها على الأقل. في المقابل، شكّل الوطنيون منظمتهم العسكرية الخاصة، والمعروفة باسم المتطوعين الأيرلنديين.
أقر البرلمان البريطاني مرسوم الحكم الذاتي الثالث في الثامن عشر من شهر سبتمبر عام 1914 ملحقًا بمذكرة تعديل من أجل تقسيم أيرلندا، طرحها أعضاء البرلمان المنتمين لحزب أولستر الوحدوي، لكن تأجل تنفيذ القانون على الفور إثر اندلاع الحرب العالمية الأولى في الأشهر السابقة وصدور قانون التعليق عام 1914. لبى أغلب الوطنيين دعوة قادتهم في الحزب البرلماني الأيرلندي لدعم مساعي بريطانيا وحلفائها العسكرية في الحرب العالمية الأولى، تمثل ذلك بالأفواج الأيرلندية المنضمة لجيش بريطانيا الجديد. كان هدف الأيرلنديين ضمان صدور قانون الحكم الذاتي عقب الحرب. في المقابل، عارضت أقلية ملحوظة من المتطوعين الأيرلنديين تدخل أيرلندا في الحرب. انقسمت حركة المتطوعين إلى قسمين، فغادرت الأغلبية لتشكيل المتطوعين الوطنيين تحت قيادة ريدموند. بينما ادعى القسم الآخر من المتطوعين تحت قيادة إيون مكنيل أنهم سيبقون على منظمتهم حتى منحهم الحكم الذاتي. ضمن تلك الحركة التطوعية، بدأ فصيل آخر يقوده انفصاليون من الأخوية الجمهورية الأيرلندية بالتحضر لتمرد ضد الحكم البريطاني في أيرلندا.

### ثورة عيد الفصح
وُضعت خطة التمرد خلال ثورة عيد الفصح التي اندلعت عام 1916، حيث أطلق المتطوعون تمردًا هدفه إنهاء الحكم البريطاني لأيرلندا. أطلق المتمردون أيضًا إعلان الجمهورية الأيرلندية، وأعلنوا عن استقلال أيرلندا وجعلوها جمهورية. اندلعت الثورة بشكل أساسي وحصري في دبلن، وقُتل خلالها أكثر من 400 شخص، وقُمعت خلال أسبوع.